# ダニエル・アラン・ハワード
ダニエル・アラン・ハワード（Daniel Allan Howard, 1976年12月13日 - ）は、オーストラリアの元男子バレーボール選手。キングスコート出身。ポジションはミドルブロッカー。元オーストラリア代表。

## 来歴
1998年、ドイツのクラブチームからイタリア・セリエA2のジョーイア・デル・バレーへ移籍。2000年にセリエA1のフェラーラへ移籍し、2002年から在籍したヴェローナでレギュラーを獲得した。翌年A2へ降格したものの2004年にA2リーグ優勝とコッパ・イタリアA2優勝を果たし、A1再昇格に貢献。モンティキアーリを経て、2009年に古巣のヴェローナへと戻った。
最高到達点375cmを誇る209cmの大型ミドルブロッカーで、オーストラリア代表としても活躍し、通算304試合に出場。2000年シドニーオリンピック、2004年アテネオリンピック出場のほか、世界選手権には3大会連続出場した。2007年アジア選手権ではチームの初優勝に貢献するとともに、最優秀選手賞を獲得した。

## 球歴
- オリンピック - 2000年（8位）、2004年（11位）
- 世界選手権 - 1998年（17位）、2002年（19位）、2006年（21位）
- アジア選手権 - 2007年（優勝）

## 所属クラブ
- ジョーイア・デル・バレー （1998-2000年）
- 4トッリ・フェラーラ・バレー （2000-2001年）
- アシステル・ミラノ （2001-2002年）
- ブル・バレー・ヴェローナ （2002-2007年）
- ガベカ・モンティキアーリ （2007-2009年）
- ブル・バレー・ヴェローナ （2009-2010年）